# Roubaultita
La roubaultita és un mineral de la classe dels carbonats. Rep el seu nom del geòleg francès Marcel Roubault (1905-1974).

## Característiques
La roubaultita és un carbonat de fórmula química Cu₂(UO₂)₃(CO₃)₂O₂(OH)₂·4H₂O. Va ser aprovada com a espècie vàlida per l'Associació Mineralògica Internacional l'any 1970. Cristal·litza en el sistema triclínic. La seva duresa a l'escala de Mohs és 3.
Segons la classificació de Nickel-Strunz, la roubaultita pertany a «05.EA - Uranil carbonats, UO₂:CO₃ > 1:1» juntament amb els següents minerals: UM1997-24-CO:CaCuHU, urancalcarita, wyartita, oswaldpeetersita, kamotoïta-(Y) i sharpita.

## Formació i jaciments
Va ser descoberta a la mina Shinkolobwe, també coneguda com a mina Kasolo, a Katanga, a la República Democràtica del Congo. També a la mateixa regió, ha estat descrita a les mines Musonoi i Kamoto-Oliveira-Virgule, a les localitats de Kolwezi i Kamoto respectivament. Es tracta dels únics indrets on ha estat descrita aquesta espècie mineral.